# Joseph-Nicolas Delisle
Joseph-Nicolas Delisle (1688 – 1768) va ser un astrònom i cartògraf francès.

## Biografia
Nasqué a París i era un dels fills de Claude Delisle (1644–1720). Com molts d'altres germans seus, entre ells Guillaume Delisle, inicialment estudià els estudis clàssics. Aviat s'interessà per l'astronomia sota la supervisió de Joseph Lieutaud i Jacques Cassini. El 1714 entrà a l'Acadèmia francesa de Ciències com deixeble de Giacomo Filippo Maraldi.
El 1712 muntà un observatori al Palau de Luxembourg i després d'uns anys es traslladà a l'Hotel de Taranne. El 1724 es reuní amb Edmond Halley a Londres i, entre altres coses, van debatre sobre el trànsit de Venus.
La seva vida canvià radicalment l'any 1725 quan va ser convocat pel tsar de Rússia Pere el Gran a Sant Petersburg per crear i fer funcionar una escola d'astronomia. Es va fer ric i famós i quan tornà a París, el 1747, al un nou observatori a Cluny, que més tard va ser molt conegut per haver-hi treballat Charles Messier. A Rússia va fer el mapa del Nord del Pacífic utilitzat per Vitus Bering.
Va ser elegit Fellow of the Royal Society el 1725 i membre estranger de la Reial Acadèmia Sueca de Ciències el 1749. El 1763 es retirà a l'Abadia de St Genevieve, morí a París el 1768.

## Expedició a Sibèria
El 1740 Delisle va emprendre una expedició a Sibèria mb l'objectiu d'observar des de Beryozovo el trànsit del planeta Mercuri al llarg del Sol. Se'n va fer un informe en el volum 72 de L'Histoire générale des voyages (1768). tanmaateix el 22 d'abril de 1740, data del trànsit, el cel estava tapat i no va poder fer les observacions astronòmiques.

### Observacions no astronòmiques
En aquesta expedició anterior, Delisle va fer observaions ornitològiques, botàniques, zoològiques, com per exemple del castor siberià), geogràfiquesi d'altres tipus. A l'"Extrait d'un voyage fait en 1740 à Beresow en Sibérie" publicat a Histoire Générale des Voyages, Delisle va fer observacions etnogràfiques sobre les ètnies Udmurt, Ostyaks, Tàtars, Voguls, i Chuvash).

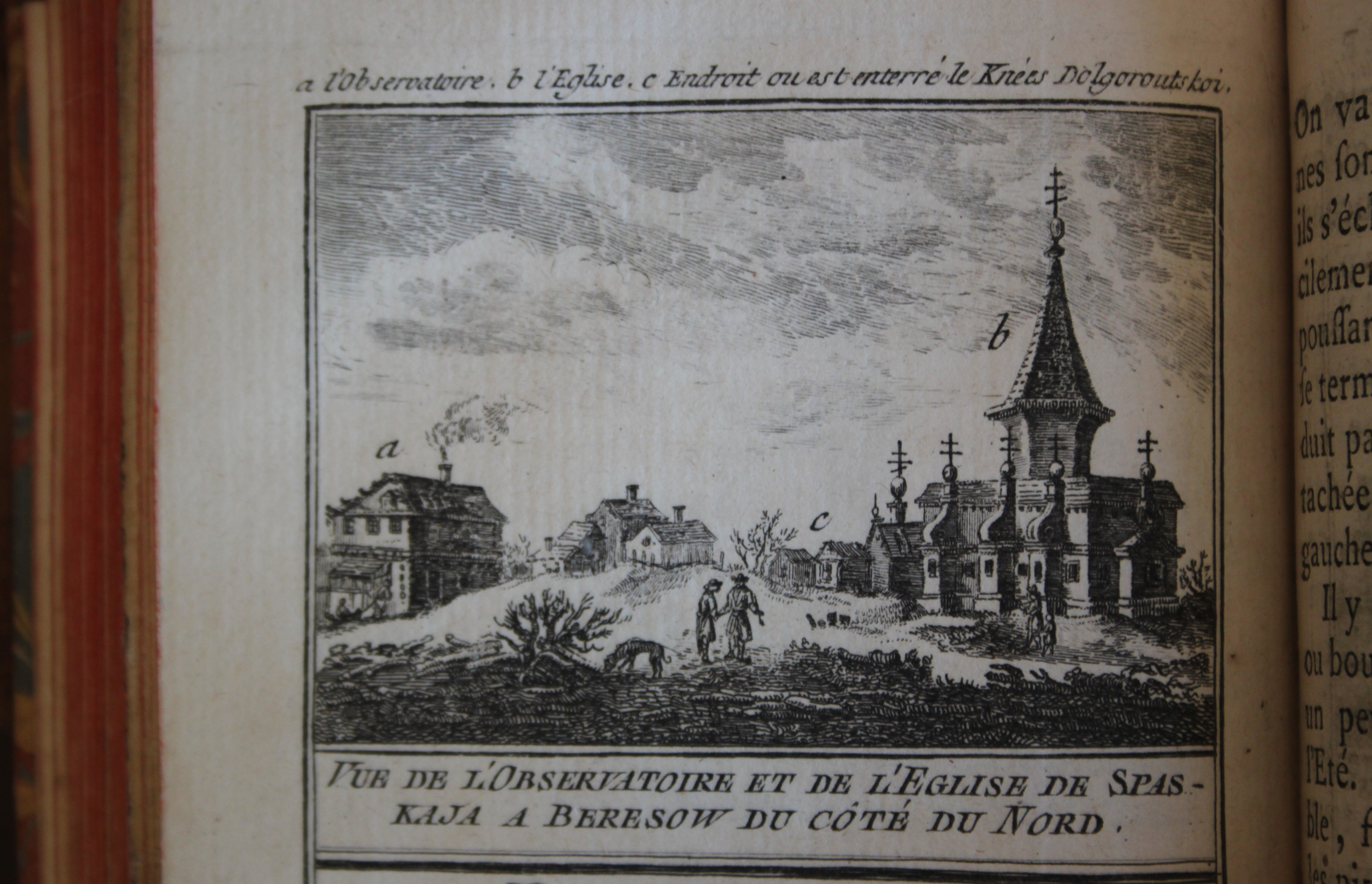
Observatori de Delisle a Beryozovo (marcat amb una a.), de Continuation de l'histoire générale des voyages, vol. 72 (1768)

### "cabinet de curiosité" de Delisle
El 30 de juny de 1740, Delisle visità el monestir de Tobolsk, on es guardava un ullal de Mamut i altres ossos que va dir literalment que eren "d'une grandeur extraordinaire". Delisle va afegir aquestes troballes al seu gabinet de curiositats ("cabinet de curiosité").

## Atlas Rossicus
Pere el Gran ja tenia un pla per a fer un mapa de Rússia, que no es va fer fins al regnat de l'Emperadriu Anna. El director de la cartografia imperial, Ivan Kirilov (1689-1737), va invitar oficialment Delisle per col·laborar amb aquest mapa. Usant el mètode astronòmic molt complicat de Delisle, Kirilov publicà el 1734 un mapa general i els primers 14 mapes regionals d'una sèrie prevista de 120. No va ser fins a 1745 quan l'Acadèmia russa de Sant Petersburg publicà un complet Atlas Rossicus, en grafia llatina i cirílica.

## Llegat
Delisle és recordat en l'escala de temperatures que porta el seu nom, Escala de Delisle (1732). El cràter Delisle de la lluna i l'asteroid 12742 Delisle.